# Kristin Hunter
Kristin Elaine Hunter (12 de setembro de 1931 - 14 de novembro de 2008) foi uma escritora afro-americana da Pensilvânia. Ela às vezes escrevia sob o nome de Kristin Hunter Lattany . Ela é mais conhecida por seu primeiro romance, God Bless the Child, publicado em 1964.

## Biografia
Hunter nasceu Kristin Elaine Eggleston na Filadélfia, filha de George L. Eggleston e da ex-Mabel Manigault, e frequentou a Haddon Heights High School até 1947. Aos 14 anos, ela começou a escrever uma coluna sobre jovens para o Pittsburgh Courier, continuando a fazê-lo até 1952, um ano depois de se formar na Universidade da Pensilvânia, onde recebeu seu diploma de bacharel em Educação (1951).
Em 1955, ela ganhou uma competição nacional de televisão por seu roteiro Minority of One. Seu primeiro e mais aclamado romance, God Bless the Child, foi publicado em 1964 e ganhou o Philadelphia Athenaeum Literary Award. Como a maior parte de seu trabalho, confronta questões complexas de raça e gênero. Seu romance de 1966, The Landlord, foi transformado em filme por Hal Ashby ( United Artists, 1970). Sua coleção de contos de 1973, Convidados na Terra Prometida, foi indicada ao National Book Award.
Em 1972, ela começou a lecionar no departamento de inglês da Universidade da Pensilvânia, aposentando-se da universidade em 1995. Ela também foi professora visitante na Emory University . Ela recebeu o Prêmio Moonstone Black Writing Celebration Lifetime Achievement em 1996.
Comentando sobre seu próprio trabalho, ela disse: "A maior parte do meu trabalho tratou - imaginativamente, espero - das relações entre as raças branca e negra na América. Meu trabalho inicial era 'objetivo', isto é, simpatizante de brancos e negros, e via membros de ambos os grupos de uma perspectiva de ironia e humor contra o pano de fundo mais amplo da experiência humana como um todo. Desde cerca de 1968, minha raiva subjetiva vem emergindo, junto com minha compreensão da situação real nesta sociedade, embora meu senso de humor e meu otimismo básico continuem surgindo como ervas daninhas incontroláveis.

### Vida pessoal
Ela se casou com o escritor Joseph Hunter em 1952. Eles se divorciaram em 1962 e ela se casou com John Lattany em 1968.  
Ela morreu em 2008, aos 77 anos, de ataque cardíaco após desmaiar em sua casa em Magnolia, Nova Jersey.

## Livros
- Deus abençoe a criança, 1964.
- O senhorio, 1966.
- The Soul Brothers and Sister Lou (Conselho Nacional de Livros Inter-raciais para o Prêmio Infantil), 1968.
- Chefe Gato, 1971.
- Convidados na Terra Prometida (contos; nomeados para o National Book Award), 1973.
- Os Sobreviventes, 1975.
- A rebelião de Lakestown, 1978.
- Lou no centro das atenções, 1981.
- Parentes, 1996.
- O Escriba, 1998.
- Do Unto Others, 2000.
- Rompendo, 2003.
- Mamãe Luby e a Assistente Social,